# Fetsjön (Dorotea socken, Lappland)
Fetsjön är en sjö i Dorotea kommun i Lappland och ingår i Ångermanälvens huvudavrinningsområde. Sjön har en area på 0,151 kvadratkilometer och ligger 301,9 meter över havet.

## Delavrinningsområde
Fetsjön ingår i det delavrinningsområde (715040-149009) som SMHI kallar för Inloppet i Tåsjön. Medelhöjden är 329 meter över havet och ytan är 13,95 kvadratkilometer. Räknas de 204 avrinningsområdena uppströms in blir den ackumulerade arean 1 251,95 kvadratkilometer. Fjällsjöälven (Sannarån) som avvattnar avrinningsområdet har biflödesordning 2, vilket innebär att vattnet flödar genom totalt 2 vattendrag innan det når havet efter 238 kilometer. Avrinningsområdet består mestadels av skog (94 procent). Avrinningsområdet har 0,33 kvadratkilometer vattenytor vilket ger det en sjöprocent på 2,4 procent.